# 外测度
在数学中，特别是测度论中，外测度是一个定义在给定集合上的扩展实数值的函数，并满足几条附加条件。一般的外测度理论由C. Carathéodory引进，目的是给可测集和可数可加测度的理论建立基础。C. Carathéodory关于外测度上所做的工作应用于测度理论中的集合论上（例如外测度用于证明Carathéodory扩张定理）。豪斯多夫也用此来定义一个类似维数的度量，现在称为豪斯多夫维数。
从长度，面积及体积归纳出來的测度概念，对于很多抽象不规则的集合是很有用的。我们希望定义一个广义的测度函数{\displaystyle \varphi },使其滿足以下4个条件：
1. 任意实数区间 {\displaystyle [a,b]}有测度{\displaystyle b-a}；
2. 測度函數 {\displaystyle \varphi }是非負扩展实数值函數，定义在{\displaystyle \mathbb {R} }的所有子集合上；
3. 平移不变性：任给集合{\displaystyle A}和实数{\displaystyle x}，{\displaystyle A}与{\displaystyle A+x}  有相同的测度(这里，{\displaystyle A+x=\{a+x:a\in A\}}）；
4. 可数可加律：对{\displaystyle X}的任意的两两无交的子集序列{\displaystyle \{A_{j}\}}，有：

{\displaystyle \varphi \left(\bigcup _{i=1}^{\infty }A_{i}\right)=\sum _{i=1}^{\infty }\varphi (A_{i})}。
事实上，这几条要求是不相容的。这样的測度函數 {\displaystyle \varphi }不能定义在{\displaystyle \mathbb {R} }的所有子集上，也就是说，不可测集是存在的。构造外测度的目的就是选出那些可测集合，使得可数可加性得到满足。

## 定義
外測度是从 {\displaystyle X} 的冪集合映到 {\displaystyle [0,\infty ]}的函數
{\displaystyle \varphi :2^{X}\rightarrow [0,\infty ]}
且滿足以下條件：
- 空集合的外測度為零：

{\displaystyle \varphi (\varnothing )=0}
- 单调性：

{\displaystyle A\subseteq B\Rightarrow \varphi (A)\leq \varphi (B)}
- 次可加性: 对 X 的任意子集序列 {\displaystyle \{A_{j}\}}（不管兩兩交集是否空集合）

{\displaystyle \varphi \left(\bigcup _{j=1}^{\infty }A_{j}\right)\leq \sum _{j=1}^{\infty }\varphi (A_{j})}
接著可以借由外測度來定义  X 中的可測集合：子集合 {\displaystyle E\subseteq X} 是 {\displaystyle \varphi }-可测的，当且仅当对 {\displaystyle X} 的任意子集合 {\displaystyle A} 有：
{\displaystyle \varphi (A)=\varphi (A\cap E)+\varphi (A\cap E^{c}).}
所有的 {\displaystyle \varphi }-可测集合构成了一个{\displaystyle \sigma }-代数 ，且如果 {\displaystyle \varphi }限制在我們剛定義的可测集合上時，{\displaystyle \varphi } 會有可数可加的完备测度性質。这个方法是Carathéodory构造出来的，是构造勒贝格测度和积分理论的重要方法。

## 外測度与拓撲學
假設 {\displaystyle (X,d)}是一個度量空間且  {\displaystyle \varphi }是一個在 {\displaystyle X}之上的外測度。若 {\displaystyle \varphi }有以下性質 ：
只要 
{\displaystyle d(E,F)=\inf\{d(x,y):x\in E,y\in F\}>0,}
就有
{\displaystyle \varphi (E\cup F)=\varphi (E)+\varphi (F)}
那么称{\displaystyle \varphi }是一个度量外测度。
如果{\displaystyle \varphi }是{\displaystyle X}上的度量外测度，那么{\displaystyle X}的每个Borel子集都是{\displaystyle \varphi }-可测的。

## 外測度的构造
有几种方法来构造一个集合上的外测度。下面两种是特别有用的。
令{\displaystyle X}为一集合，{\displaystyle C}是{\displaystyle X}的包含空集的子集族，{\displaystyle p}是{\displaystyle C}上的非负扩展实数值函数，且{\displaystyle p} 在空集处取零。
那么定义
{\displaystyle \varphi (E)=\inf {\biggl \{}\sum _{i=0}^{\infty }p(A_{i})\,{\bigg |}\,E\subseteq \bigcup _{i=0}^{\infty }A_{i},\forall i\in \mathbb {N} ,A_{i}\in C{\biggr \}}}
则{\displaystyle \varphi }是一个外测度。
另一种方法在度量空间上更有效，因为它直接得到了度量外测度。设 {\displaystyle (X,d)}是一个度量空间，{\displaystyle C}是{\displaystyle X}的包含空集的子集族，{\displaystyle p}是{\displaystyle C}上的非负扩展实数值函数，且{\displaystyle p}在空集处取零。那么，对任意{\displaystyle \delta >0}，令
{\displaystyle C_{\delta }=\{A\in C:\operatorname {diam} (A)\leq \delta \}}
及
{\displaystyle \varphi _{\delta }(E)=\inf {\biggl \{}\sum _{i=0}^{\infty }p(A_{i})\,{\bigg |}\,E\subseteq \bigcup _{i=0}^{\infty }A_{i},\forall i\in \mathbb {N} ,A_{i}\in C_{\delta }{\biggr \}}.}
对{\displaystyle \delta \leq \delta '}有{\displaystyle \varphi _{\delta }\geq \varphi _{\delta '}} 成立，因为{\displaystyle \delta }减小时，下确界是在更小的集合上取得的。所以
{\displaystyle \lim _{\delta \rightarrow 0}\varphi _{\delta }(E)=\varphi _{0}(E)\in [0,\infty ]}
存在（可能是无穷大）。
这样构造的{\displaystyle \varphi _{0}}是一个度量外测度。这个构造也就是定义豪斯多夫维数时用的外测度。